# 海因茨-克里斯蒂安·施特拉赫
海因茨-克里斯蒂安·施特拉赫（德語：Heinz-Christian Strache，發音：[haɪnts ˈkrɪsti̯a(ː)n ˈʃtraxə]；1969年6月12日—），奧地利自由黨政治人物。2004年3月起擔任自由黨維也納市黨部主席，2005年4月任自由黨主席。2017年12月18日與人民黨籌組政府後任奥地利副总理，至2019年5月18日因涉嫌贪腐辞职。
2019年10月1日，施特拉赫宣布他將從政治中退休，併中止加入自由黨的資格。
在自由黨撤銷監督其頁面的權利（該黨擁有該頁面）之前，施特拉赫擁有近80萬Facebook粉絲，相當於奧地利人口的10％。

## 早年背景
史特拉赫生於維也納，於Weiss職業中學學習一年，後進入4年制高等職業學校進修「假牙技師」專業，以合格成績畢業。1993年史特拉赫創立自己的企業。
1999年將企業轉讓，以便全力投入政界。

## 政治生涯
1991年，年僅21歲的史特拉赫當選維也納市議會議員，創造了奧地利當選議員最小年齡紀錄，至今仍無人打破，1996年離職。
兩年後（1998年），接任維也納Wien-Landstraße區黨部主席，此外，史特拉赫還兼任自由黨青年組織——自由青年連線 (RFJ)維也納地區負責人。2001年成為維也納市議會自由黨黨團代理召集人，2004年接任自由黨維也納市黨部主席（前任為希瑪爾·卡巴斯）。
史特拉赫一直被認為是约尔格·海德尔的接班人。史特拉赫接任維也納市黨部主席與海德爾在1990年代的經歷極為相似，但2005年初他卻與海德爾分道揚鑣。史特拉赫經常公開批評讓土耳其加入歐盟的提議。自由黨在地方選舉中連遭重挫後，史特拉赫取代時任自由黨主席——海德爾的姐姐烏爾蘇拉·哈布納並作為自由黨提名候選人的傳言甚囂塵上，但史特拉赫對此不置可否。
然而史特拉赫與海德爾之間的公開權力鬥爭並沒有發生。2005年4月海德爾組建新政黨——奧地利未來同盟 (Bündnis Zukunft Österreich)，新成立的未來同盟斷絕同自由黨在聯合政府中的聯盟關係。2005年4月23日史特拉赫在自由黨代表大會上被選舉為黨主席。
2005年10月23日，由史特拉赫領軍的自由黨在維也納州議會選舉中獲得14.88%的選票，遠遠落後於領先的社會民主黨 (SPÖ)和居第二位的人民黨 (ÖVP)。在選戰中，他提出的被認為涉及種族主義的競選主張，經常被人們所詬病，自由黨的競選海報被毀壞事件多有發生。

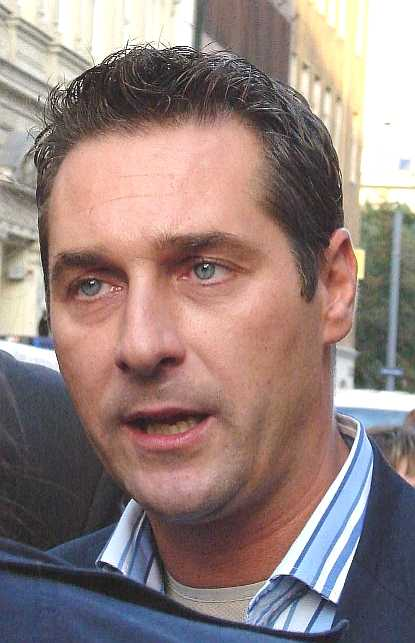
海因茨-克里斯蒂安·施特拉赫，2006年

2006年10月1日，史特拉赫帶領自由黨參加奧地利國民議會選舉，得票率為11.21%,獲得總共183個席位中的21席，成為奧地利國民議會第三大黨（社民黨35.71%；人民黨34.22%；綠黨10.49%；未來同盟4.20%）。值得注意的是自由黨在首都維也納的得票率由2002年的7.97%飆升到14.36%。自由黨極端排外的政治主張會對日後的奧地利政治產生怎樣的影響，還有待進一步觀察。選後社民黨與人民黨組建聯合政府。
2017年12月18日，担任奥地利副总理。

### 伊維薩事件
2019年5月18日，遭媒体德国《明镜周刊》及《南德日报》爆出影片，显示他在2017年选举前曾向一名自称是俄罗斯某大亨侄女的女子说：「俄罗斯大亨可入主奥地利的主要媒体，让奥地利自由党在选举中取胜，就可以得到奥地利政府工程」。该丑闻爆出来后史特拉赫被迫辭去閣員和黨主席職務，连带影响自由党内其他阁员集体辞职。
施特拉赫因其在醜聞中的作用於2019年12月被自由黨開除黨籍。

## 美國川普政府關係
施特拉赫飛到紐約的選舉後不久，唐納德·特朗普在2016年12月與滿足邁克爾·弗林在特朗普大廈。弗林剛剛幫助領導了選舉特朗普的工作，並於1月至2017年2月擔任了24天的國家安全顧問。同樣在11月，奧地利極右翼政治人物诺贝特·霍弗和施特拉赫依次前往俄羅斯成為促進普京與特朗普之間合作的中介。在莫斯科期間，自由黨與普京的統一俄羅斯黨締結了“工作協議”。弗林隨後辭職，因為消息浮出水面，他誤導了聯邦調查局和副總統邁克·彭斯與俄羅斯駐美國大使謝爾蓋·基斯里亞克（Sergey Kislyak）通訊的性質和內容。

## 政治立場
史特拉赫代表右派民粹主義的政治勢力，其理念為：奧地利從屬於日爾曼民族但也應同時強調「奧地利愛國主義」。其主要訴求為：反對外來移民、重視族群議題以及改善被「濫用政治庇護」和「被強迫賣淫的非洲妓女」破壞的公共安全。近年他領導的政黨降低語調，轉為批評穆斯林移民及反對歐盟。
2004年維也納州高等法院認定，史特拉赫的理念與國家社會主義（新納粹）近似。
2005年4月，時任維也納市黨部主席的他，因其創意的「維也納不能成為伊斯坦堡」（Wien darf nicht Istanbul werden!）競選海報引起廣泛爭議，被非政府組織以及政治對手稱為「仇視外國人」的政客。同年州議會選舉中，他領導自由黨再次挑動外國移民議題。9月，新文宣為「用德語取代聽不懂的玩意兒(Deutsch statt 'nix verstehen')」「君子在自家居住(Herr im eigenen Haus bleiben)」以及「純正維也納人取代穆斯林人(Pummerin statt Muezzin)」。
2006年的國民議會選舉，史特拉赫以「維也納原住民取代伊斯蘭人(Daham statt Islam)」為選舉口號。他還因為另一個宣傳口號「每兩個難民申請者中定有一個為罪犯(Jeder zweite Asylwerber wird kriminell)」引來很多社會組織的聲討。選舉後，自由黨成為最大反對黨，位居國會第三大黨。
不過，因為穆斯林移民增加及反對歐盟的訴求，使領導任內自由黨的支持度不斷增加。

## 個人生活
1999年結婚，2005年離婚，有兩個子女。兩個子女由前妻撫養。